# Ljubomir Fejsa
Ljubomir Fejsa (in serbo Љубомир Фејса?; Belgrado, 14 agosto 1988) è un ex calciatore serbo, di ruolo centrocampista.

## Carriera

### Club
Cresciuto nelle giovanili dell'Hajduk Rodić M&B Kula, debutta in prima squadra nel 2002. Nell'estate del 2008 viene ingaggiato dal Partizan Belgrado, con il trasferimento più costoso della storia del calcio serbo. Il 24 giugno 2011 passa all'Olympiacos, mentre dopo due anni si trasferisce al Benfica.

### Nazionale
Ha partecipato ai Giochi della XXIX olimpiade e agli Europei Under-21 2009.

## Statistiche

### Presenze e reti nei club
| Stagione           | Squadra            | Campionato         | Campionato | Campionato | Coppe nazionali | Coppe nazionali | Coppe nazionali | Coppe continentali | Coppe continentali | Coppe continentali | Altre coppe | Altre coppe | Altre coppe | Totale | Totale |
| Stagione           | Squadra            | Comp               | Pres       | Reti       | Comp            | Pres            | Reti            | Comp               | Pres               | Reti               | Comp        | Pres        | Reti        | Pres   | Reti   |
| ------------------ | ------------------ | ------------------ | ---------- | ---------- | --------------- | --------------- | --------------- | ------------------ | ------------------ | ------------------ | ----------- | ----------- | ----------- | ------ | ------ |
| 2005-2006          | Hajduk Kula        | SL                 | 4          | 0          | CS              | 0               | 0               | -                  | -                  | -                  | -           | -           | -           | 4      | 0      |
| 2006-2007          | Hajduk Kula        | SL                 | 22         | 1          | CS              | 0               | 0               | -                  | -                  | -                  | -           | -           | -           | 22     | 1      |
| 2007-2008          | Hajduk Kula        | SL                 | 32         | 1          | CS              | 0               | 0               | Int.               | 2                  | 0                  | -           | -           | -           | 34     | 1      |
| Totale Hajduk Kula | Totale Hajduk Kula | Totale Hajduk Kula | 58         | 2          |                 | 0               | 0               |                    | 2                  | 0                  |             |             |             | 60     | 2      |
| 2008-2009          | Partizan           | SL                 | 27         | 0          | CS              | 3               | 0               | UCL+CU             | 1+4                | 0                  | -           | -           | -           | 35     | 0      |
| 2009-2010          | Partizan           | SL                 | 20         | 2          | CS              | 3               | 0               | UCL+UEL            | 1+8                | 0                  | -           | -           | -           | 32     | 2      |
| 2010-2011          | Partizan           | SL                 | 2          | 0          | CS              | 0               | 0               | UCL                | 0                  | 0                  | -           | -           | -           | 2      | 0      |
| 2011-2012          | Olympiacos         | SL                 | 4          | 0          | CG              | 1               | 0               | UCL+UEL            | 3+0                | 0                  | -           | -           | -           | 8      | 0      |
| 2012-2013          | Olympiacos         | SL                 | 15         | 0          | CG              | 7               | 1               | UCL+UEL            | 2+2                | 0                  | -           | -           | -           | 26     | 1      |
| ago. 2013          | Olympiacos         | SL                 | 1          | 0          | CG              | 0               | 0               | UCL                | 0                  | 0                  | -           | -           | -           | 1      | 0      |
| Totale Olympiakos  | Totale Olympiakos  | Totale Olympiakos  | 20         | 0          |                 | 8               | 1               |                    | 7                  | 0                  |             | -           | -           | 35     | 1      |
| ago. 2013-2014     | Benfica            | PL                 | 16         | 0          | CP+CdL          | 2+2             | 0               | UCL+UEL            | 4+3                | 0                  | -           | -           | -           | 27     | 0      |
| 2014-2015          | Benfica            | PL                 | 5          | 1          | CP+CdL          | 0+1             | 0               | UCL                | 0                  | 0                  | SP          | 0           | 0           | 6      | 1      |
| 2015-2016          | Benfica            | PL                 | 19         | 0          | CP+CdL          | 1+1             | 0               | UCL                | 6                  | 0                  | SP          | 1           | 0           | 28     | 0      |
| 2016-2017          | Benfica            | PL                 | 25         | 0          | CP+CdL          | 1+1             | 0               | UCL                | 7                  | 1                  | SP          | 1           | 0           | 35     | 1      |
| 2017-2018          | Benfica            | PL                 | 28         | 0          | CP+CdL          | 1+0             | 0               | UCL                | 4                  | 0                  | SP          | 1           | 0           | 34     | 0      |
| 2018-2019          | Benfica            | PL                 | 18         | 0          | CP+CdL          | 2+1             | 0               | UCL+UEL            | 9+3                | 0                  | -           | -           | -           | 33     | 0      |
| 2019-gen. 2020     | Benfica            | PL                 | 3          | 0          | CP+CdL          | 0+0             | 0               | UCL                | 2                  | 0                  | -           | -           | -           | 5      | 0      |
| Totale Benfica     | Totale Benfica     | Totale Benfica     | 114        | 1          |                 | 13              | 0               |                    | 38                 | 1                  |             | 3           | 0           | 168    | 2      |
| gen.-giu. 2020     | Alavés             | PD                 | 13         | 0          | CR              | -               | -               | -                  | -                  | -                  | -           | -           | -           | 13     | 0      |
| 2020-2021          | Al-Ahli            | SPL                | 22         | 1          | KC              | 1               | 0               | -                  | -                  | -                  | -           | -           | -           | 23     | 1      |
| ago.-set. 2021     | Al-Ahli            | SPL                | 1          | 0          | KC              | -               | -               | -                  | -                  | -                  | -           | -           | -           | 1      | 0      |
| Totale Al-Ahli     | Totale Al-Ahli     | Totale Al-Ahli     | 23         | 1          |                 | 1               | 0               |                    | -                  | -                  |             | -           | -           | 24     | 1      |
| gen-giu. 2022      | Partizan           | SL                 | 0+2        | 0+0        | CS              | -               | -               | -                  | -                  | -                  | -           | -           | -           | 2      | 0      |
| 2022-2023          | Partizan           | SL                 | 19+4       | 0+0        | CS              | 0               | 0               | UEL+UECL           | 2+7                | 0+0                | -           | -           | -           | 32     | 0      |
| Totale Partizan    | Totale Partizan    | Totale Partizan    | 74         | 1          |                 | 6               | 0               |                    | 23                 | 0                  |             | -           | -           | 103    | 2      |
| Totale carriera    | Totale carriera    | Totale carriera    | 302        | 6          |                 | 28              | 1               |                    | 70                 | 1                  |             | 3           | 0           | 403    | 8      |

### Cronologia presenze e reti in Nazionale
| Cronologia completa delle presenze e delle reti in nazionale ― Serbia | Cronologia completa delle presenze e delle reti in nazionale ― Serbia | Cronologia completa delle presenze e delle reti in nazionale ― Serbia | Cronologia completa delle presenze e delle reti in nazionale ― Serbia | Cronologia completa delle presenze e delle reti in nazionale ― Serbia | Cronologia completa delle presenze e delle reti in nazionale ― Serbia | Cronologia completa delle presenze e delle reti in nazionale ― Serbia | Cronologia completa delle presenze e delle reti in nazionale ― Serbia |
| Data                                                                  | Città                                                                 | In casa                                                               | Risultato                                                             | Ospiti                                                                | Competizione                                                          | Reti                                                                  | Note                                                                  |
| --------------------------------------------------------------------- | --------------------------------------------------------------------- | --------------------------------------------------------------------- | --------------------------------------------------------------------- | --------------------------------------------------------------------- | --------------------------------------------------------------------- | --------------------------------------------------------------------- | --------------------------------------------------------------------- |
| 24-11-2007                                                            | Belgrado                                                              | Serbia                                                                | 1 – 0                                                                 | Kazakistan                                                            | Qual. Euro 2008                                                       | -                                                                     | 80’                                                                   |
| 7-4-2010                                                              | Osaka                                                                 | Giappone                                                              | 0 – 3                                                                 | Serbia                                                                | Amichevole                                                            | -                                                                     | 69’                                                                   |
| 2-9-2011                                                              | Lurgan                                                                | Irlanda del Nord                                                      | 0 – 1                                                                 | Serbia                                                                | Qual. Euro 2012                                                       | -                                                                     | 90’                                                                   |
| 6-9-2011                                                              | Belgrado                                                              | Serbia                                                                | 3 – 1                                                                 | Fær Øer                                                               | Qual. Euro 2012                                                       | -                                                                     | 82’                                                                   |
| 7-10-2011                                                             | Belgrado                                                              | Serbia                                                                | 1 – 1                                                                 | Italia                                                                | Qual. Euro 2012                                                       | -                                                                     | 46’                                                                   |
| 26-5-2012                                                             | San Gallo                                                             | Spagna                                                                | 2 – 0                                                                 | Serbia                                                                | Amichevole                                                            | -                                                                     | 64’                                                                   |
| 31-5-2012                                                             | Reims                                                                 | Francia                                                               | 2 – 0                                                                 | Serbia                                                                | Amichevole                                                            | -                                                                     | 60’                                                                   |
| 8-9-2012                                                              | Glasgow                                                               | Scozia                                                                | 0 – 0                                                                 | Serbia                                                                | Qual. Mondiali 2014                                                   | -                                                                     | 46’                                                                   |
| 11-9-2012                                                             | Novi Sad                                                              | Serbia                                                                | 6 – 1                                                                 | Galles                                                                | Qual. Mondiali 2014                                                   | -                                                                     |                                                                       |
| 16-10-2012                                                            | Skopje                                                                | Macedonia                                                             | 1 – 0                                                                 | Serbia                                                                | Qual. Mondiali 2014                                                   | -                                                                     |                                                                       |
| 26-3-2013                                                             | Novi Sad                                                              | Serbia                                                                | 2 – 0                                                                 | Scozia                                                                | Qual. Mondiali 2014                                                   | -                                                                     | 86’                                                                   |
| 7-6-2013                                                              | Bruxelles                                                             | Belgio                                                                | 2 – 1                                                                 | Serbia                                                                | Qual. Mondiali 2014                                                   | -                                                                     |                                                                       |
| 14-8-2013                                                             | Barcellona                                                            | Colombia                                                              | 1 – 0                                                                 | Serbia                                                                | Amichevole                                                            | -                                                                     |                                                                       |
| 6-9-2013                                                              | Belgrado                                                              | Serbia                                                                | 1 – 1                                                                 | Croazia                                                               | Qual. Mondiali 2014                                                   | -                                                                     | 85’                                                                   |
| 10-9-2013                                                             | Cardiff                                                               | Galles                                                                | 0 – 3                                                                 | Serbia                                                                | Qual. Mondiali 2014                                                   | -                                                                     | 89’                                                                   |
| 15-11-2013                                                            | Dubai                                                                 | Russia                                                                | 1 – 1                                                                 | Serbia                                                                | Amichevole                                                            | -                                                                     | 46’                                                                   |
| 5-3-2014                                                              | Dublino                                                               | Irlanda                                                               | 1 – 2                                                                 | Serbia                                                                | Amichevole                                                            | -                                                                     |                                                                       |
| 7-6-2015                                                              | Sankt Pölten                                                          | Serbia                                                                | 4 – 1                                                                 | Azerbaigian                                                           | Amichevole                                                            | -                                                                     | 82’                                                                   |
| 13-6-2015                                                             | Copenaghen                                                            | Danimarca                                                             | 2 – 0                                                                 | Serbia                                                                | Qual. Euro 2016                                                       | -                                                                     |                                                                       |
| 4-9-2015                                                              | Novi Sad                                                              | Serbia                                                                | 2 – 0                                                                 | Armenia                                                               | Qual. Euro 2016                                                       | -                                                                     | 73’                                                                   |
| 7-9-2015                                                              | Bordeaux                                                              | Francia                                                               | 2 – 1                                                                 | Serbia                                                                | Amichevole                                                            | -                                                                     | 60’ 82’                                                               |
| 8-10-2015                                                             | Elbasan                                                               | Albania                                                               | 0 – 2                                                                 | Serbia                                                                | Qual. Euro 2016                                                       | -                                                                     | 73’                                                                   |
| 9-10-2016                                                             | Belgrado                                                              | Serbia                                                                | 3 – 2                                                                 | Austria                                                               | Qual. Mondiali 2018                                                   | -                                                                     |                                                                       |
| 20-11-2018                                                            | Belgrado                                                              | Serbia                                                                | 4 – 1                                                                 | Lituania                                                              | UEFA Nations League 2018-2019 - 1º turno                              | -                                                                     | 77’                                                                   |
| 7-6-2019                                                              | Leopoli                                                               | Ucraina                                                               | 5 – 0                                                                 | Serbia                                                                | Qual. Euro 2020                                                       | -                                                                     | 60’                                                                   |
| Totale                                                                |                                                                       | Presenze                                                              | 25                                                                    |                                                                       | Reti                                                                  | 0                                                                     |                                                                       |

## Palmarès

### Club

#### Competizioni nazionali
- Campionato serbo: 3

Partizan: 2008-2009, 2009-2010, 2010-2011
- Coppa di Serbia: 2

Partizan: 2008-2009, 2010-2011
- Campionato greco: 2

Olympiakos: 2011-2012, 2012-2013
- Coppa di Grecia: 2

Olympiakos: 2011-2012, 2012-2013
- Campionato portoghese: 5

Benfica: 2013-2014, 2014-2015, 2015-2016, 2016-2017, 2018-2019
- Coppa del Portogallo: 2

Benfica: 2013-2014, 2016-2017
- Coppa di Lega portoghese: 3

Benfica: 2013-2014, 2014-2015, 2015-2016
- Supercoppa di Portogallo: 3

Benfica: 2014, 2016, 2019